# Мацєєв
Мацєєв (пол. Maciejew) — село в Польщі, у гміні Роздражев Кротошинського повіту Великопольського воєводства.
Населення — 292 особи (2011).
У 1975-1998 роках село належало до Каліського воєводства.

## Демографія
Демографічна структура станом на 31 березня 2011 року:
|          | Загалом | Допрацездатний вік | Працездатний вік | Постпрацездатний вік |
| -------- | ------- | ------------------ | ---------------- | -------------------- |
| Чоловіки | 148     | 32                 | 99               | 17                   |
| Жінки    | 144     | 30                 | 82               | 32                   |
| Разом    | 292     | 62                 | 181              | 49                   |